# 8358 Rickblakley
8358 Rickblakley este un asteroid din centura principală de asteroizi.

## Descriere
8358 Rickblakley este un asteroid din centura principală de asteroizi. A fost descoperit pe 4 noiembrie 1989 la Observatorul Palomar de Carolyn S. Shoemaker și David H. Levy. Asteroidul prezintă o orbită caracterizată de o semiaxă mare de 2,39 ua, o excentricitate de 0,18 și o înclinație de 1,6° în raport cu ecliptica.